# Carl Loveday
Carl W. Loveday (* 19. März 1921; † 4. September 2001) war ein US-amerikanischer Badmintonspieler. Sein letzter Wohnort war El Cajon in Kalifornien.

## Karriere
Carl Loveday stand 1949 stand mit dem amerikanischen Team in der Thomas-Cup-Endrunde, unterlag jedoch im Halbfinale gegen den späteren Sieger Malaya. Drei Jahre später schaffte es die amerikanische Männermannschaft sogar bis ins Finale, unterlag dort jedoch erneut gegen Malaya und wurde Vizeweltmeister. Bei den US-amerikanischen Badmintonmeisterschaften 1940 gewann er Bronze im Einzel, 1941 und 1942 Silber. 1951 wurde er noch einmal Zweiter im Doppel. 1972 wurde er in die US Badminton Hall of Fame aufgenommen.

## Sportliche Erfolge
| Saison | Veranstaltung | Disziplin    | Platz | Name                                                                                             |
| ------ | ------------- | ------------ | ----- | ------------------------------------------------------------------------------------------------ |
| 1942   | US Open       | Herreneinzel | 2     | Carl Loveday                                                                                     |
| 1949   | Thomas Cup    | Herrenteam   | 3     | USA (David G. Freeman, Wynn Rogers, Clinton Stephens, Bob Williams, Marten Mendez, Carl Loveday) |
| 1951   | US Open       | Herrendoppel | 2     | Carl Loveday / Bob Williams                                                                      |
| 1952   | Thomas Cup    | Herrenteam   | 2     | USA (Dick Mitchell, Wynn Rogers, Bobby Williams, Martin Mendez, Carl Loveday)                    |